# Annemarie Dührssen
Annemarie Luise Christine Dührssen (* 22. November 1916 in Lankwitz; † 25. Juli 1998 in Berlin) war eine deutsche Psychiaterin, Psychotherapeutin und Fachpublizistin. Als Psychoanalytikerin setzte sie sich insbesondere für die Verständigung zwischen Psychoanalyse und Psychiatrie ein. Ihr ist es mitzuverdanken, dass 1967 die analytische Psychotherapie bei Vorliegen einer Indikation in den Leistungskatalog der gesetzlichen Krankenversicherungen aufgenommen wurde.

## Leben und Wirken

### Herkunft und Werdegang
Annemarie Dührssen wuchs als Tochter eines Juristen in behüteten und gutsituierten Verhältnissen auf. Ihr Großvater Alfred Jacobus Dührssen war Begründer der modernen operativen Gynäkologie und verantwortete den ersten vaginalen Kaiserschnitt (1895) sowie die erste sterile Uterustamponade.
Sie besuchte das neusprachliche Oberlyceum in Berlin und legte dort 1935 das Abitur ab. Danach studierte sie Medizin an den Universitäten Berlin, Bonn und München. Nach Abschluss ihres Studiums im Jahr 1940 absolvierte sie eine Ausbildung zur Fachärztin für Innere Medizin und wurde Mitglied der Reichsärztekammer sowie der Nationalsozialistischen Volkswohlfahrt.
Von 1942 bis 1945 bildete sich Annemarie Dührssen in der Psychoanalyse weiter, wobei es zu einer engen Zusammenarbeit mit Harald Schultz-Hencke und Werner Kemper kam. Ab 1945 ließ sie sich zur Fachärztin für Neurologie und Psychiatrie ausbilden. Anschließend war sie Mitarbeiterin am Berliner Zentralinstitut für Psychogene Erkrankungen, dem späteren Institut für Psychogene Erkrankungen der Allgemeinen Ortskrankenkasse Berlin, dessen Gesamtleitung sie 1965 übernahm. Im selben Jahr wurde sie auch Dozentin und Lehranalytikerin am Institut für Psychotherapie in Berlin, das am 9. Mai 1947 gegründet worden war.

Im Jahre 1976 erhielt Annemarie Dührssen den Lehrstuhl für Psychosomatische Medizin und Psychotherapie am Klinikum Charlottenburg der Freien Universität Berlin. Ihren Verpflichtungen am Institut für Psychogene Erkrankungen ging sie aber weiterhin nach. 1985 wurde sie emeritiert.

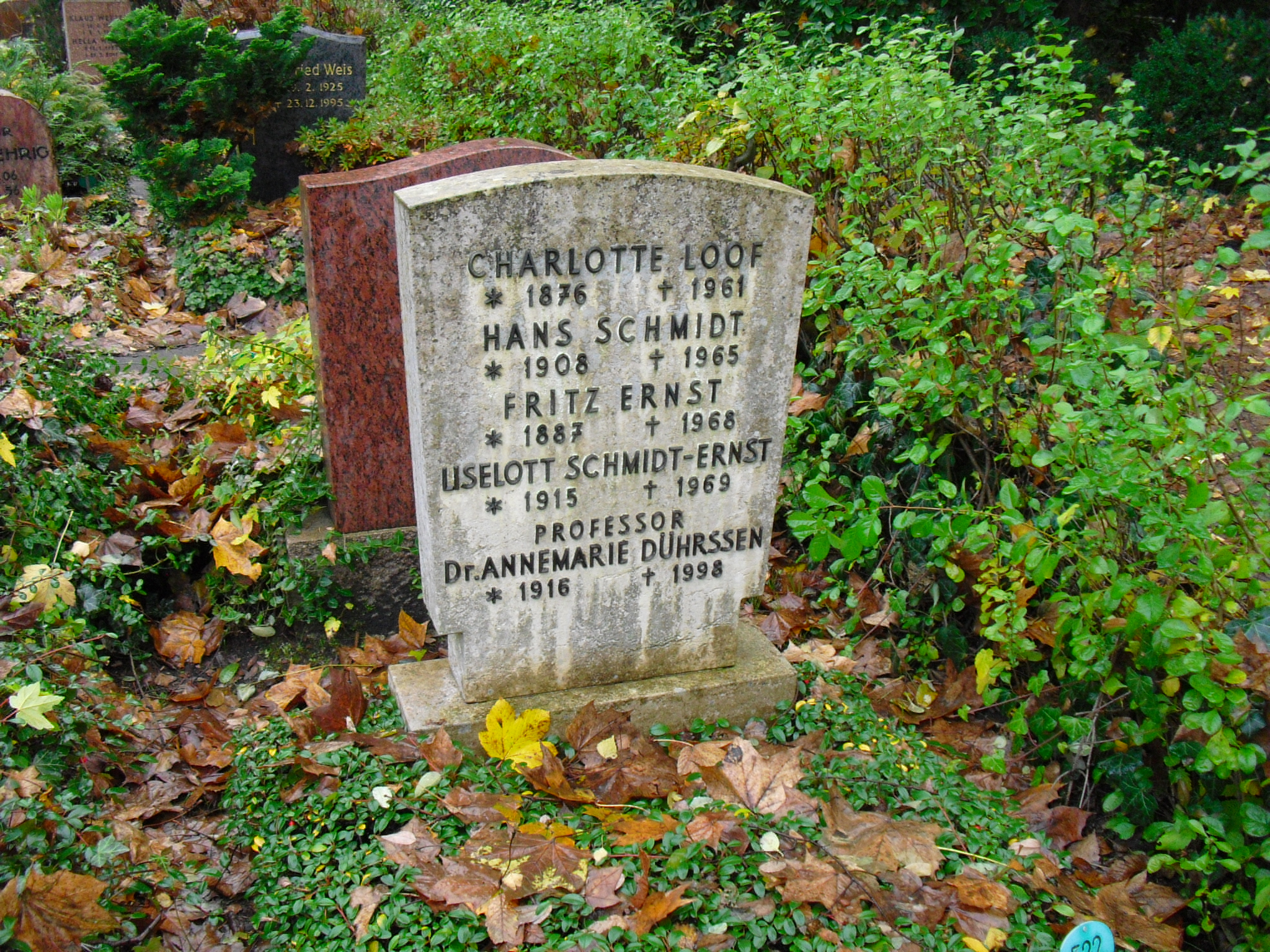
Grab von Annemarie Dührssen auf dem Friedhof Heerstraße in Berlin-Westend

Zudem war sie Honorarprofessorin an der Pädagogischen Hochschule Berlin und der Universität Kiel sowie Mitherausgeberin der renommierten Fachpublikationen Zeitschrift für psychosomatische Medizin und Psychoanalyse und Praxis der Kinderpsychologie und Kinderpsychiatrie, die sie mitbegründet hatte. Außerdem diente sie als Mitglied in zahlreichen Fachgremien, so als Gutachterin der WHO und der DFG sowie als Sachverständige der Psychiatrie-Enquête. Schließlich war sie auch Ehrenmitglied und von 1971 bis 1975 Vorsitzende der 1910 gegründeten Deutschen Psychoanalytischen Gesellschaft (DPG).
Annemarie Dührssen starb im Juli 1998 im Alter von 81 Jahren in Berlin. Ihr Grab befindet sich auf dem landeseigenen Friedhof Heerstraße in Berlin-Westend (Grablage: II-Ur 6-522).

### Wissenschaftliches Werk
1954 publizierte Dührssen das Lehrbuch Psychogene Erkrankungen bei Kindern und Jugendlichen, das sich zu einem Standardwerk der Kinder- und Jugendpsychotherapie entwickelte. Mit diesem umfangreichen Werk verfolgte sie „ein ehrgeiziges Ziel: Unter Beachtung der Problemstellungen von Entwicklungsbiologie und Entwicklungspsychologie sollte eine Darstellung der Entstehung und Ausprägung psychogener Erkrankungen im Kindes- und Jugendalter auf der Grundlage der Freudschen Psychoanalyse erarbeitet und in verständlicher Form präsentiert werden.“ Die „alte, eng gefasste Libidotheorie und ihre sexualistische Überspitzung“ bei Freud habe sie fallen lassen, erklärte die Autorin in der Einleitung des Werkes, dafür jedoch die Erkenntnisse von Alfred Adler, Fritz Künkel und ihres eigenen Lehrers Harald Schultz-Hencke berücksichtigt.
Im Jahr 1958 veröffentlichte Dührssen die Studie Heimkinder und Pflegekinder in ihrer Entwicklung. Eine vergleichende Untersuchung an 150 Kindern in Elternhaus, Heim und Pflegefamilie. Gestützt auf die frühen bindungstheoretischen Arbeiten des britischen Psychoanalytikers John Bowlby, kam sie in dieser empirischen Untersuchung zum Ergebnis, dass die damals noch gebräuchliche Unterbringung von Säuglingen und Kleinkindern in Heimen hoch problematische Folgen für die Kinder hatte. Deren Intelligenz war massiv gemindert, sie zeigten häufig neurotische Symptome, waren in Leistungstests kaum motiviert und im Sozialverhalten problematisch. Dührssens Studie trug zur Abschaffung der Säuglingsheime in der Bundesrepublik bei und wurde noch Jahrzehnte später als vorbildliche Vergleichsuntersuchung gewürdigt.
Im Jahr 1965 legte Dührssen eine Studie zur Leistungsfähigkeit psychoanalytischer Behandlungen vor und schuf damit die Voraussetzung für die Aufnahme tiefenpsychologisch orientierter Psychotherapie in den Leistungskatalog gesetzlicher Krankenversicherungen.
Annemarie Dührssen entwickelte die „Dynamische Psychotherapie“, eine Sonderform der tiefenpsychologisch orientierten Psychotherapie. Diese geht vom Alltagserleben der Klienten aus. Therapeut und Klient einigen sich auf einen bestimmten Konflikt, der bearbeitet werden soll. Dies geschieht anhand von Außenobjekten und weniger durch die therapeutische Beziehung. Übertragungserscheinungen werden nur erörtert, wenn sie die Therapie negativ beeinflussen.
Im Jahre 1994 veröffentlichte Annemarie Dührssen ihr letztes umfangreiches Werk: Ein Jahrhundert psychoanalytische Bewegung in Deutschland. Darin beschrieb sie unter anderem auch das Verhalten der DPG und einiger ihrer Mitglieder während der NS-Diktatur und danach. So konstatierte sie beispielsweise über Carl Müller-Braunschweig, von 1933 bis 1936 Vorsitzender des Unterrichtsausschusses der DPG und Mitglied im Vorstand:
„Fatalerweise hieß es [...] immer wieder erneut und immer wieder verstärkt, daß sich die Gruppe um Müller-Braunschweig im Dritten Reich politisch einwandfrei verhalten hätte. [...] Diese Behauptungen waren so offenkundig falsch und – vor allem in der damaligen Zeit – so durchgängig als unwahr bekannt, daß man sich über die Unverfrorenheit [...] nur wundern kann“.
Offensichtlich rechnete Annemarie Dührssen bei ihrer Abrechnung mit der NS-Vergangenheit einiger Größen der Psychoanalyse und der DPG von vornherein mit Kritik, denn sie schrieb auch:
„Nun bin ich darauf vorbereitet, daß die soeben vorgetragenen Überlegungen der heutigen Leserschaft sehr anstössig erscheinen werden. Aber nichts ist wohl dringlicher, als die Anwendung psychoanalytischer Erkenntnisse auch auf die eigene Gruppe. Man darf gewiß sein, daß eine initiale Unaufrichtigkeit durch hartnäckiges Vertuschen und Verschweigen schließlich als bedrängende Erblast der nachfolgenden Generation übertragen bleibt“.
Kritik blieb tatsächlich nicht aus, auch weil sie einerseits einzelnen Psychoanalytikern die Vertuschung ihrer NS-Vergangenheit vorwarf, andererseits jedoch die Ansicht äußerte, „die deutsche Psychoanalyse habe sich während des Nationalsozialismus von den Beschränkungen einer spezifischen jüdischen Wissenschaft befreien können“.
Dührssens Publikation wurde „latenter Antisemitismus“ vorgeworfen, vornehmlich aufgrund ihrer akribischen Suche nach „speziell jüdischen Anteilen“ im Werk jüdischer Psychoanalytiker, vor allem bezogen auf Sigmund Freund, und den jüdischen Wurzeln der Psychoanalyse.
Der Antisemitismusforscher Wolfgang Benz bewertet die umstrittene Publikation folgendermaßen:
„Man wird die Mutmaßungen, Behauptungen und Folgerungen der Annemarie Dührssen nicht als manifeste Judenfeindlichkeit interpretieren können. Aber sie sind beispielhaft für die Einstellungen von Autoren wissenschaftlicher Prosa, die latenten Antisemitismus zum Hintergrund haben, damit Vorurteile bekräftigen und Stereotypen über ‚die Juden‘ oder ‚das Jüdische‘ vermitteln. Damit wird schließlich auch manifeste Judenfeindschaft alimentiert“'.
Der damalige Vorsitzende der DPG stellte nach der Veröffentlichung von Ein Jahrhundert psychoanalytischer Bewegung in Deutschland fest, dass „die meisten Mitglieder [der DPG] über das Buch empört sind und die darin enthaltenen Auffassungen ganz überwiegend ablehnen“. Nach heftigen Kontroversen trat Annemarie Dührssen 1997 aus der DPG aus.

## Publikationen (Auswahl)
- Psychogene Erkrankungen bei Kindern und Jugendlichen. Verlag für medizinische Psychologie, Göttingen 1954.
- Heimkinder und Pflegekinder in ihrer Entwicklung. Eine vergleichende Untersuchung an 150 Kindern in Elternhaus, Heim und Pflegefamilie. Verlag für medizinische Psychologie, Göttingen 1958.
- Die biographische Anamnese unter tiefenpsychologischem Aspekt. Verlag für medizinische Psychologie im Verlag Vandenhoeck und Ruprecht, Göttingen 1981, ISBN 978-3-525-45660-6.
- Dynamische Psychotherapie. Springer, Berlin u. a. 1988, ISBN 978-3-540-19240-4.
- Ein Jahrhundert psychoanalytische Bewegung in Deutschland. Die Psychotherapie unter dem Einfluss Freuds. Vandenhoeck und Ruprecht, Göttingen 1994, ISBN 978-3-525-45772-6.